# Ian Gibson
Ian Gibson (* 21. duben 1939, Dublin) je španělský romanista, hispanista a vysokoškolský pedagog irského původu, jenž získal v roce 1984 španělskou státní příslušnost. Žije ve Španělsku.

## Život a dílo
Pochází z metodistické rodiny. V roce 1960 ukončil studium francouzské literatury na Trinity College v Dublinu, posléze vyučoval španělskou literaturu na Královské univerzitě v Belfastu (1962–1965) a na univerzitě v Londýně (1968–1975).
Ve svojí literární tvorbě se zaobírá především klasickou španělskou literaturou, je autorem prací o básníku Federicu Garcíi Llorcovi, který se stal středobodem jeho života, či autobiografie o katalánském malíři Salvadoru Dalím, s nímž se i osobně setkal. Účastnil se také prvního neúspěšného hledání doposud neznámého hrobu zemřelého básníka F. G. Llorcy.

### České překlady
- Život Salvadora Dalího. 1. vyd. Praha: BB art, 2003. 679 S. Překlad: Gisela Kubrichtová
- Lorca - Dalí : marná láska. 1. vyd. V Praze: Slovart, 2003. 340 S. Překlad: Miluše Válková

## Zajímavost
Je také autorem svojí autobiograficky laděné knihy, Aventuras ibéricas, ve které se doznává ke svojí ornitologické vášni. Jeho ornitologický zájem budily např. husy divoké.